# ロビン・ベンチュラ
ロビン・マーク・ベンチュラ（Robin Mark Ventura , 1967年7月14日 - ）は、アメリカ合衆国カリフォルニア州サンタバーバラ郡サンタマリア出身の元プロ野球選手（三塁手）、監督。右投左打。

## 経歴

### プロ入り前
オクラホマ州立大学時代の1988年にアマチュア野球の最優秀選手賞にあたるゴールデンスパイク賞を受賞している。また、ソウルオリンピックで公開競技として行われた野球競技にアメリカ合衆国代表として出場し、金メダルを獲得している。また、この年は第17回日米大学野球選手権、第30回IBAFワールドカップでも代表に選出されている。

### プロ入りとホワイトソックス時代
1988年のMLBドラフト1巡目（全体10位）でシカゴ・ホワイトソックスから指名され、プロ入り。
1989年前半は主に傘下のAA級バーミングハム・バロンズで過ごし、サザンリーグのオールスターに選出される。9月12日のボルチモア・オリオールズ戦でメジャーデビューを果たす。
1990年にはレギュラーに定着し、同年のアメリカンリーグ新人最多の150試合に出場。しかし、打撃ではシーズン途中に41打数連続無安打、守備では25失策を喫し、低調な成績に終わった。
1991年に打率.284、23本塁打、100打点を記録し、開花した。守備面も向上し、初のゴールドグラブ賞を受賞。以後、1993年までの3年連続を含め通算6回受賞した。
1992年には7月に月間MVPを受賞し、打率.282、16本塁打、93打点。25歳の誕生日に行われたこの年のオールスターに初出場を果たし、二塁打と単打を放った。
1995年は最初の10試合で10失策を記録し、一時一塁を守ることになり守備面ではスランプに陥ったが、打撃ではこの時点での自己最高の打率.295を記録。同年9月4日には大リーグ史上8人目の1試合2満塁本塁打を記録。
1996年には自己最多の34本塁打をマークし、三塁手として4度目のゴールドグラブ賞を受賞した。
1997年は、故障のため54試合の出場に終わった。
1998年は5度目のゴールドグラブ賞を受賞したが打率.263と低調で、この年かぎりでホワイトソックスから移籍することになった。

### メッツ時代
1999年にFAでニューヨーク・メッツに移籍した。ナショナルリーグ初年度になったこの年は、自己唯一の打率3割（.301）、32本塁打、120打点（自己最多）、さらに通算6度目のゴールドグラブ賞受賞と攻守にわたる活躍でチームのワイルドカードでのプレーオフ進出に貢献。ディビジョンシリーズを勝ち上がってアトランタ・ブレーブスとのリーグチャンピオンシップシリーズに進出。1勝3敗と追いこまれた第5戦（10月17日、シェイ・スタジアム）は、2対2のまま延長戦に入る。15回表にブレーブスが1点を勝ち越すが、その裏、雨の中の攻撃でメッツは同点に追いつき、さらに満塁のチャンスでベンチュラが見事にサヨナラ満塁本塁打。と、思われたが、なだれ込んできたチームメイトの祝福を受けて、一塁を回ったところで進塁をやめたため、「フェンスオーバーのシングルヒット」という記録となった。この試合は今でも「Grand Slam Single」として知られている。ただしチームは続く第6戦に敗れ、ワールドシリーズ進出はならなかった。
2000年は、打率.232に終わったが、24本塁打、83打点で再びワイルドカードでプレーオフ進出。今度はセントルイス・カージナルスを下してチーム14年ぶり、自身初のワールドシリーズ出場を果たす。ニューヨーク・ヤンキースとの「地下鉄シリーズ」では、第3戦でホームランを打って勝利に貢献するが、それが唯一の勝利となった。
2001年は、ブレーブスとの開幕戦で通算15本目の満塁本塁打を含む2本塁打を打つが、この年も2割3分台の不振に終わる。

### ヤンキース時代
2001年オフにデビッド・ジャスティスとのトレードで、ヤンキースへ移籍した。
2002年は、16本目の満塁本塁打を含む27本塁打、93打点を記録したが、打率は.247に終わった。

### ドジャース時代
2003年7月31日（ウェイバー公示経由以外のトレード期限）に、スコット・プロクター、バッバ・クロスビーとのトレードで、ロサンゼルス・ドジャースへ移籍した。
2004年には8月29日と9月7日に満塁本塁打を打ち、通算18本（この時点でメジャー史上3位）とするが、この年限りで現役引退した。10月10日のディビジョンシリーズが最終戦となった。

### 引退後
2012年シーズンより、5年契約でホワイトソックスの監督に就任。背番号は現役時代と同じ23番。
2016年10月2日レギュラーシーズン最終戦後、5年契約が満了となり、自ら退任を申し出た。

## 選手としての特徴
250本塁打を打ち、なおかつゴールドグラブ賞を受賞した三塁手はメジャー史上5人しかいない。また、三塁手としての通算1,887試合出場は、メジャー史上第14位（2006年終了時点）。90打点以上を8シーズン記録。三塁手としてはマイク・シュミットの11回、エディ・マシューズの10回についで3位タイである。通算の長打率.444は、三塁手として通算1,500試合以上に出場した選手の中で歴代10位。
また、ドジャース時代の2003年に投手として1試合に登板している。1イニングを投げて被安打1、失点・自責点0で防御率は0.00。与四死球・奪三振も0であった。
キャリア初期は三振よりも四球の方が多かったが、長打力が増すにつれて、1994年以後は三振の方が多くなり、1999年には通算でも四球よりも三振の方が多くなった。

## ノーラン・ライアンとの大乱闘
1993年8月4日の対テキサス・レンジャーズ戦で、ベンチュラはレンジャーズ先発ノーラン・ライアンから死球を受けた。これに激高したベンチュラはライアンのもとへ駆け寄るが、逆にライアンにヘッドロックをかけられ、頭に6発もの殴打を一方的に浴びた。しかも、退場処分を下されたのはライアンではなく、殴られたベンチュラだった。
当時26歳のベンチュラと同46歳で球界の大投手であったライアンの大乱闘はファンの喝采を浴び、ベンチュラは同年オフのテレビ番組などに出演した。

## 詳細情報

### 年度別打撃成績
| 年 度     | 球 団     | 試 合 | 打 席 | 打 数 | 得 点 | 安 打 | 二 塁 打 | 三 塁 打 | 本 塁 打 | 塁 打 | 打 点 | 盗 塁 | 盗 塁 死 | 犠 打 | 犠 飛 | 四 球 | 敬 遠 | 死 球 | 三 振 | 併 殺 打 | 打 率 | 出 塁 率 | 長 打 率 | O P S |
| --------- | --------- | ----- | ----- | ----- | ----- | ----- | -------- | -------- | -------- | ----- | ----- | ----- | -------- | ----- | ----- | ----- | ----- | ----- | ----- | -------- | ----- | -------- | -------- | ----- |
| 1989      | CWS       | 16    | 58    | 45    | 5     | 8     | 3        | 0        | 0        | 11    | 7     | 0     | 0        | 1     | 3     | 8     | 0     | 1     | 6     | 1        | .178  | .298     | .244     | .543  |
| 1990      | CWS       | 150   | 565   | 493   | 48    | 123   | 17       | 1        | 5        | 157   | 54    | 1     | 4        | 13    | 3     | 55    | 2     | 1     | 53    | 5        | .249  | .324     | .318     | .643  |
| 1991      | CWS       | 157   | 705   | 606   | 92    | 172   | 25       | 1        | 23       | 268   | 100   | 2     | 4        | 8     | 7     | 80    | 3     | 4     | 67    | 22       | .284  | .367     | .442     | .810  |
| 1992      | CWS       | 157   | 694   | 592   | 85    | 167   | 38       | 1        | 16       | 255   | 93    | 2     | 4        | 1     | 8     | 93    | 9     | 0     | 71    | 14       | .282  | .375     | .431     | .806  |
| 1993      | CWS       | 157   | 669   | 554   | 85    | 145   | 27       | 1        | 22       | 240   | 94    | 1     | 6        | 1     | 6     | 105   | 16    | 3     | 82    | 18       | .262  | .379     | .433     | .812  |
| 1994      | CWS       | 109   | 474   | 401   | 57    | 113   | 15       | 1        | 18       | 184   | 78    | 3     | 1        | 2     | 8     | 61    | 15    | 2     | 69    | 8        | .282  | .373     | .459     | .832  |
| 1995      | CWS       | 135   | 577   | 492   | 79    | 145   | 22       | 0        | 26       | 245   | 93    | 4     | 3        | 1     | 8     | 75    | 11    | 1     | 98    | 8        | .295  | .384     | .498     | .882  |
| 1996      | CWS       | 158   | 674   | 586   | 96    | 168   | 31       | 2        | 34       | 305   | 105   | 1     | 3        | 0     | 8     | 78    | 10    | 2     | 81    | 18       | .287  | .368     | .520     | .888  |
| 1997      | CWS       | 54    | 220   | 183   | 27    | 48    | 10       | 1        | 6        | 78    | 26    | 0     | 0        | 0     | 3     | 34    | 5     | 0     | 21    | 3        | .262  | .373     | .426     | .799  |
| 1998      | CWS       | 161   | 674   | 590   | 84    | 155   | 31       | 4        | 21       | 257   | 91    | 1     | 1        | 1     | 3     | 79    | 15    | 1     | 111   | 10       | .263  | .349     | .436     | .785  |
| 1999      | NYM       | 161   | 671   | 588   | 88    | 177   | 38       | 0        | 32       | 311   | 120   | 1     | 1        | 1     | 5     | 74    | 10    | 3     | 109   | 14       | .301  | .379     | .529     | .908  |
| 2000      | NYM       | 141   | 551   | 469   | 61    | 109   | 23       | 1        | 24       | 206   | 84    | 3     | 5        | 1     | 4     | 75    | 12    | 2     | 91    | 14       | .232  | .338     | .439     | .777  |
| 2001      | NYM       | 142   | 549   | 456   | 70    | 108   | 20       | 0        | 21       | 191   | 61    | 2     | 5        | 0     | 4     | 88    | 10    | 1     | 101   | 13       | .237  | .359     | .419     | .778  |
| 2002      | NYY       | 141   | 562   | 465   | 68    | 115   | 17       | 0        | 27       | 213   | 93    | 3     | 1        | 0     | 5     | 90    | 9     | 2     | 101   | 14       | .247  | .368     | .458     | .826  |
| 2003      | NYY       | 89    | 326   | 283   | 31    | 71    | 13       | 0        | 9        | 111   | 42    | 0     | 0        | 3     | 0     | 40    | 2     | 0     | 62    | 8        | .251  | .344     | .392     | .736  |
| 2003      | LAD       | 49    | 127   | 109   | 11    | 24    | 5        | 1        | 5        | 46    | 13    | 0     | 0        | 0     | 0     | 18    | 2     | 0     | 25    | 3        | .220  | .331     | .422     | .753  |
| '03計     | LAD       | 138   | 453   | 392   | 42    | 95    | 18       | 1        | 14       | 157   | 55    | 0     | 0        | 3     | 0     | 58    | 4     | 0     | 87    | 11       | .242  | .340     | .401     | .741  |
| 2004      | LAD       | 102   | 175   | 152   | 19    | 37    | 3        | 0        | 5        | 55    | 28    | 0     | 0        | 0     | 1     | 22    | 1     | 0     | 31    | 3        | .243  | .337     | .362     | .699  |
| MLB：16年 | MLB：16年 | 2079  | 8271  | 7064  | 1006  | 1885  | 338      | 14       | 294      | 3133  | 1182  | 24    | 38       | 33    | 76    | 1075  | 132   | 23    | 1179  | 176      | .267  | .362     | .444     | .806  |

- 各年度の太字はリーグ最高

### 監督としての年度別成績
| 年度   | チーム | 地区       | 年齢 | 試合 | 勝利 | 敗戦 | 勝率 | 順位/ チーム数 | 備考 |
| ------ | ------ | ---------- | ---- | ---- | ---- | ---- | ---- | -------------- | ---- |
| 2012年 | CWS    | AL CENTRAL | 44   | 162  | 85   | 77   | .525 | 2 / 5          |      |
| 2013年 | CWS    | AL CENTRAL | 45   | 162  | 63   | 99   | .389 | 5 / 5          |      |
| 2014年 | CWS    | AL CENTRAL | 46   | 162  | 73   | 89   | .451 | 4 / 5          |      |
| 2015年 | CWS    | AL CENTRAL | 47   | 162  | 76   | 86   | .469 | 4 / 5          |      |
| 2016年 | CWS    | AL CENTRAL | 48   | 162  | 78   | 84   | .481 | 4 / 5          |      |
| MLB    | 5年    |            |      | 810  | 375  | 435  | .463 |                |      |

### 表彰
大学時代
- ゴールデンスパイク賞（1988年）

MLB
- ゴールドグラブ賞：6回（1991年 - 1993年、1996年、1998年 - 1999年）
- 月間MVP：1回（1991年7月）
- Topps ルーキーオールスターチーム（英語版）：三塁手部門（1990年）

### 記録
- MLBオールスターゲーム選出：2回（1992年、2002年）

### 満塁本塁打
- 通算満塁本塁打18本は、アレックス・ロドリゲス（25本）、ルー・ゲーリッグ（23本）、マニー・ラミレス（21本）、エディ・マレー（19本）についで、ウィリー・マッコビーとならんで史上5位。先述の1999年のNLCSでの「Grand Slam Single」のほかにも、下記のようなエピソードがある。
  - ホワイトソックス時代の1995年9月4日に、メジャー史上8人目の1試合2満塁本塁打を記録。
  - メッツ時代の1999年5月20日にダブルヘッダーの両試合で満塁本塁打を記録。メジャー史上初であり、2015年現在でも唯一の記録である。
  - 通算294本塁打に対する満塁本塁打の比率は6.1%におよぶ。これは、通算250本塁打以上の選手にかぎればメジャー歴代1位である。

### 歴代の名三塁手との比較
三塁手としてのシーズン90打点以上の回数。
- マイク・シュミット：11回 （1974年 – 1977年、1979年 – 1981年、1983年 – 1984年、1986年–1987年
- エディ・マシューズ：10回 （1953年–1957年、1959年–1962年、1965年）
- ロビン・ベンチュラ：8回　（1991年–1993年、1995年、1996年、1998年、1999年、2002年）
- パイ・トレイナー：8回　（1923年、1925年–1931年）
- ケン・ボイヤー：8回 （1956年、1958年–1964年）
- ロン・サント：8回 （1963年–1970年）
- チッパー・ジョーンズ：8回 （1996年–2001年、2004年、2007年）
  - 上記と別に、シュミットは一塁手として一度、ジョーンズは左翼手として二度シーズン90打点を記録している。

三塁手としての通算長打率（三塁手として1,500打数以上）。
- チッパー・ジョーンズ – .533
- マイク・シュミット – .527
- エディ・マシューズ – .509
- マット・ウィリアムズ – .489
- ジョージ・ブレット – .487
- スコット・ローレン – .474
- ロン・サント – .464
- ケン・ボイヤー – .462
- ケン・カミニティ – .447
- ロン・セイ – .445
- ダグ・デシンセイ – .445
- ロビン・ベンチュラ – .444

### 背番号
- 21（1989年）
- 23（1990年 - 1998年、2003年途中 - 2004年、2012年 - 2016年）
- 4（1999年 - 2001年）
- 19（2002年 - 2003年途中）

### 代表歴
- 第8回IBAFインターコンチネンタルカップ アメリカ合衆国代表（1987年）
- 第17回日米大学野球選手権大会 アメリカ合衆国代表（1988年）
- 第30回IBAFワールドカップ アメリカ合衆国代表（1988年）